# Acratina
Acratina is een geslacht van uitgestorven kreeftachtigen uit de klasse van de Ostracoda (mosselkreeftjes).

## Soorten
- Acratina fusiforma Tkacheva, 1978 †
- Acratina garrisonensis (Upson, 1933) Costanzo & Kaesler, 1987 †
- Acratina goemoeryi (Kozur, 1970) Kozur, 1971 †
- Acratina gusevae Kozur, 1985 †
- Acratina ivanovoensis Egorov, 1953 †
- Acratina muelleri Kozur, 1974 †
- Acratina nostorica Monostori, 1994 †
- Acratina pestrozvetica Egorov, 1953 †
- Acratina polenovae Ljaschenko, 1960 †
- Acratina rhomboidalis Polenova, 1955 †
- Acratina suprapermiana Kozur, 1985 †
- Acratina transita Kozur, 1971 †
- Acratina triassica (Kozur, 1970) Kozur, 1971 †